# Molfsee
Molfsee ist eine Gemeinde im Kreis Rendsburg-Eckernförde in Schleswig-Holstein und grenzt im Norden unmittelbar an die Landeshauptstadt Kiel. Sie besteht aus den drei Ortsteilen Molfsee, Rammsee und Schulensee. Die Gemeinde führte bis zu seiner Auflösung zum 1. Juni 2023 die Verwaltungsgeschäfte des gleichnamigen Amtes.

## Geographie und Verkehr
Die Gemeinde liegt unmittelbar am südlichen Stadtrand von Kiel, ein gutes Stück östlich der Bundesautobahn 215 von Kiel nach Neumünster und nördlich sowie östlich umgeben vom Fluss Eider. Sie besteht von Norden nach Süden aus den drei Ortsteilen Schulensee, Rammsee und Molfsee (Dorf). Im Bereich des Ortsteils Molfsee finden sich mit dem Molfsee und dem Rammsee zwei der namengebenden Seen; der Schulensee liegt an der nördlichen Gemeindegrenze und wird von der Eider durchflossen.

## Geschichte
Molfsee wurde 1238 erstmals urkundlich in einer Urkunde des Grafen Adolph IV. von Holstein erwähnt. Es bestand anfangs aus zwölf Hufen, wurde jedoch im Laufe des 14. Jahrhunderts durch die Pest auf sieben Hufen reduziert. Ebenfalls in dieser Zeit ist das Dorf Schulendorf im Gebiet des heutigen Ortsteils Schulensee aufgegeben worden. Anfang des 15. Jahrhunderts wurden Molfsee und einige weitere Dörfer von Marquard von Knoop an das Kloster Bordesholm verkauft.
Auf dem Gebiet des eingegangenen Schulendorfs wurde dann vom Kloster aus das Gut Schulenhof gegründet, das mehrere Jahrhunderte Bestand hatte. In den 1920er Jahren wurden die Ländereien des Gutes parzelliert und dort die Villenstadt Schulensee angelegt. Das Gutshaus wurde 1938 abgerissen. Das Gelände wurde später von der evangelischen Stadtmission Kiel erworben; das dort über mehrere Jahrzehnte betriebene Seniorenheim stand einige Jahre leer und wurde 2014 abgebrochen. Auf dem Grundstück ist inzwischen eine Eigentumswohnanlage entstanden.
Ein wichtiger Schritt in der Entwicklung Molfsees war die Eröffnung der Altona-Kieler Chaussee, die 1832 nahe dem Ort durchs Gemeindegebiet gebaut wurde. Der Mittelpunkt des Ortes verlagerte sich in der Folgezeit mehr und mehr von der alten Dorfstraße auf die neue Chaussee.
Nach dem Zweiten Weltkrieg wuchs die Bevölkerung erst durch Flüchtlinge, dann durch das Wirtschaftswachstum rasant an. Vor allem in den Ortsteilen Schulensee und Rammsee setzte starke Bautätigkeit ein. Da die neuen Ortsteile ohne Siedlungslücke in die Stadt Kiel übergehen und wenig Gemeinsamkeiten mit dem landwirtschaftlich geprägten Molfsee hatten, gab es in den 1970er Jahren Überlegungen, die Ortsteile oder auch den ganzen Ort nach Kiel einzugemeinden.
Proteste, die 2008 in Molfsee begannen, führten dazu, dass Deutschland erst 2023 großflächig auf Google Street View fotografiert wurde.

## Politik

### Gemeindevertretung
Bei der Kommunalwahl am 14. Mai 2023 wurden insgesamt 21 Sitze vergeben. Die CDU erhielt acht Sitze, die Grünen fünf Sitze, die SPD vier Sitze und die FDP und die Unabhängige Wählergemeinschaft Molfsee je zwei Sitze.
Bürgervorsteher ist Hans Cordts.

### Bürgermeister
Bürgermeister von Molfsee ist Timo Boss (parteilos). Bei der Wahl vom 8. November 2020 wurde er mit 57,01 % der Stimmen zum neuen Bürgermeister gewählt.

### Wappen
Blasonierung: „In Grün ein schrägrechter, gewellter silberner Drillingsbalken, begleitet oben von einer nach links fliegenden silbernen Möwe, unten von drei silbernen Erlenblättern.“

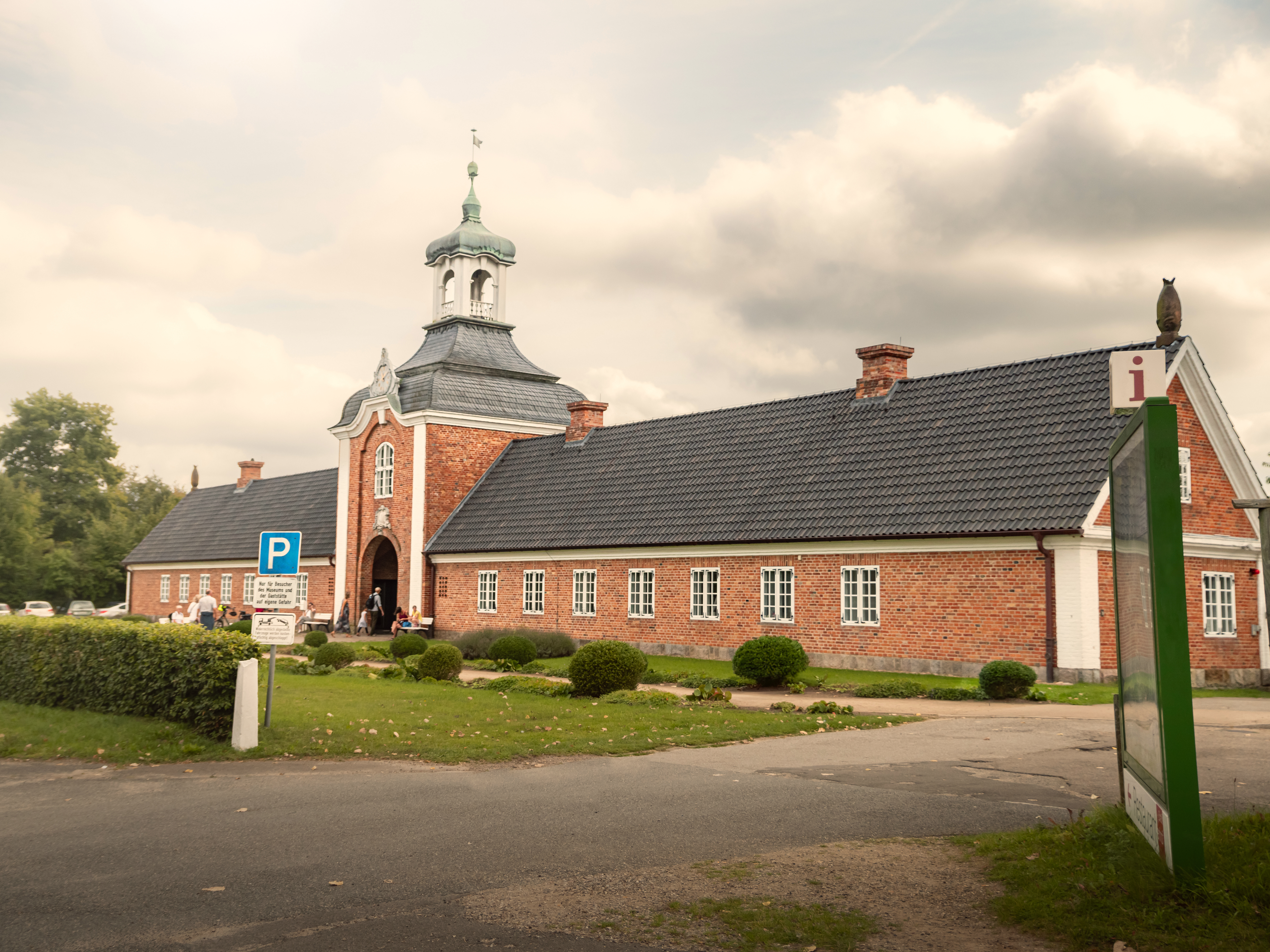
Torhaus des Freilichtmuseums im Ortsteil Rammsee

## Sehenswürdigkeiten
In der Liste der Kulturdenkmale in Molfsee stehen die in der Denkmalliste des Landes Schleswig-Holstein eingetragenen Kulturdenkmale.
Bekannt ist die Gemeinde für das 1965 eröffnete Freilichtmuseum Molfsee – Landesmuseum für Volkskunde, das im Ortsteil Rammsee liegt. Hier lassen sich Bauwerke aus verschiedenen Jahrhunderten bewundern; außerdem finden hier häufig Märkte oder andere Veranstaltungen statt. Es ist das größte Freilichtmuseum in Schleswig-Holstein. Zu den bekanntesten Objekten zählen die Haubarge.
Die 1959 vom Architekten Otto Andersen entworfene, auf einem Hügel im Ortsteil Schulensee erbaute Thomaskirche steht heute unter Denkmalschutz.

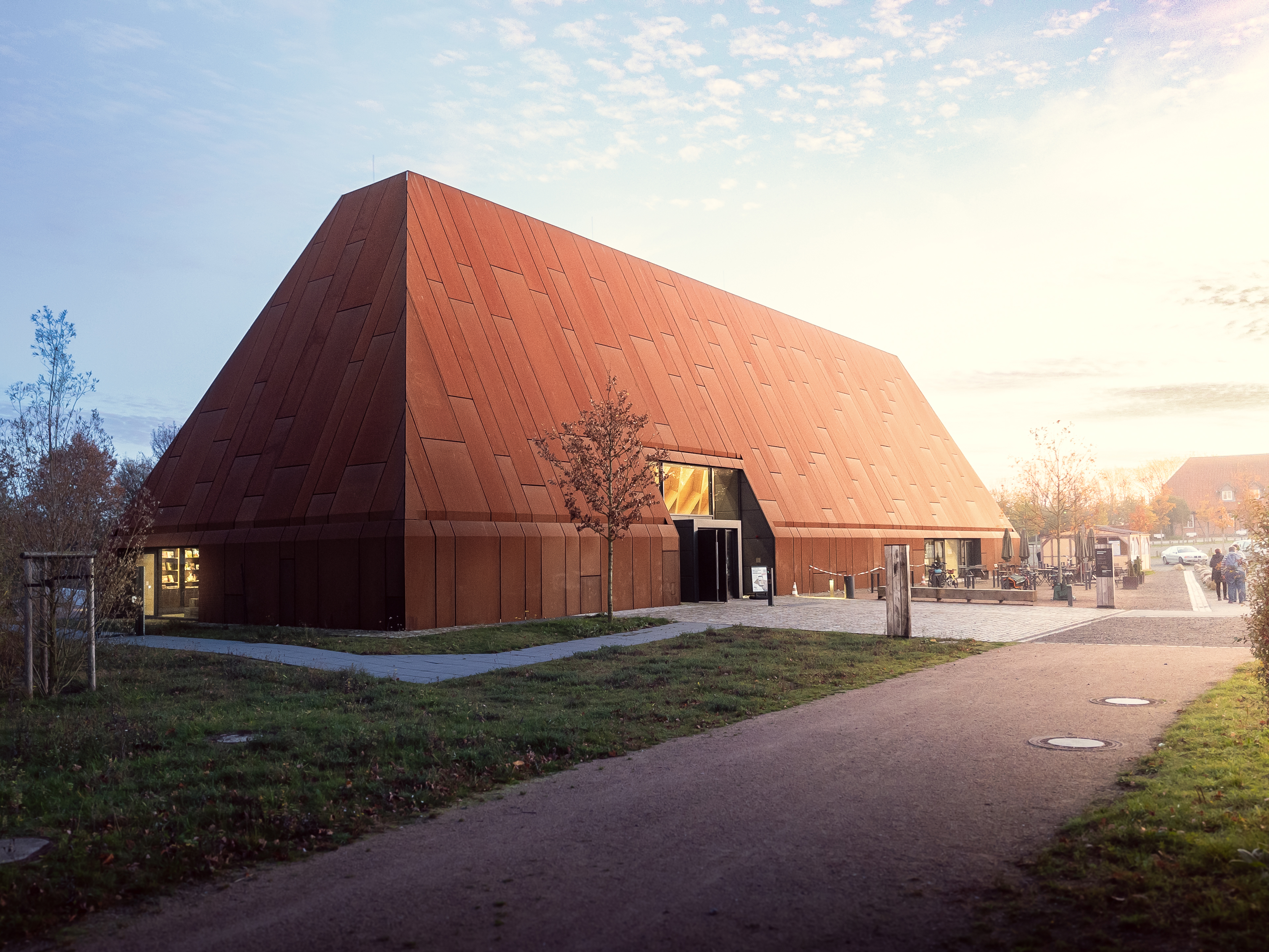
Das im Jahr 2021 eröffnete Jahr100Haus am Freilichtmuseum

Im Gemeindearchiv sind ca. 450 Schulwandbilder aus den Jahren 1890 bis 1975 zu sehen.

## Sport
Die Sportvereinigung Eidertal Molfsee ist mit ca. 3000 Mitgliedern in zwölf Abteilungen der größte Sportverein Molfsees.